# Юзеф Ротблат
Сър Ю̀зеф (Джоузеф) Ро̀тблат (на полски: Józef Rotblat; на английски: Joseph Rotblat) е полско-британски физик и общественик от еврейски произход, Нобелов лауреат за мир (1995) и носител на Ордена на Британската империя (1965).

## Биография
Роден е на 4 ноември 1908 г. във Варшава, тогава в пределите на Руската империя, като пето дете в еврейското семейство на София (с моминско име Крайтман) и Зигмунт Ротблат. През 1932 г. завършва физика във Варшавския свободен университет.
През 1937 се жени за Тола Грин, а на следващата година защитава докторантура по физика във Варшавския университет. Началото на Втората световна война го заварва в Англия и той прекарва по-голямата част от живота си там.
Един от участниците в проекта Манхатън, след края на войната Ротблат се оттегля от него и развива активна обществена дейност като един от основателите на Пъгуошките конференции. Той е дългогодишен генерален секретар (1957 – 1973) и председател (1988 – 1997) на организацията. През 1995 Юзеф Ротблат и Пъгуошките конференции получават Нобелова награда за мир „за техните усилия да намалят ролята на ядрените оръжия в международната политика и в дългосрочен план – да се постигне пълно ядрено разоръжаване“.
Умира на 31 август 2005 г. в Лондон на 96-годишна възраст.